# Wilson Palacios
Wilson Roberto Palacios Suazo (La Ceiba, 29. srpnja 1984.) bivši je honduraški nogometaš i reprezentativac koji je igrao na poziciji veznog igrača. 